# Марьино (Ильинский район)
 Марьино — деревня в Ильинском районе Ивановской области. Входит в состав Аньковского сельского поселения.

## География
Находится в западной части Ивановской области на расстоянии приблизительно 18 км на восток по прямой от районного центра села Ильинское-Хованское.

## История
В 1859 году здесь (тогда деревня в составе Суздальского уезда Владимирской губернии) было учтено 15 дворов.

## Население
Постоянное население составляло 107 человек (1859 год), 3 в 2002 году (русские 100 %), 4 в 2010.